# Hei Di

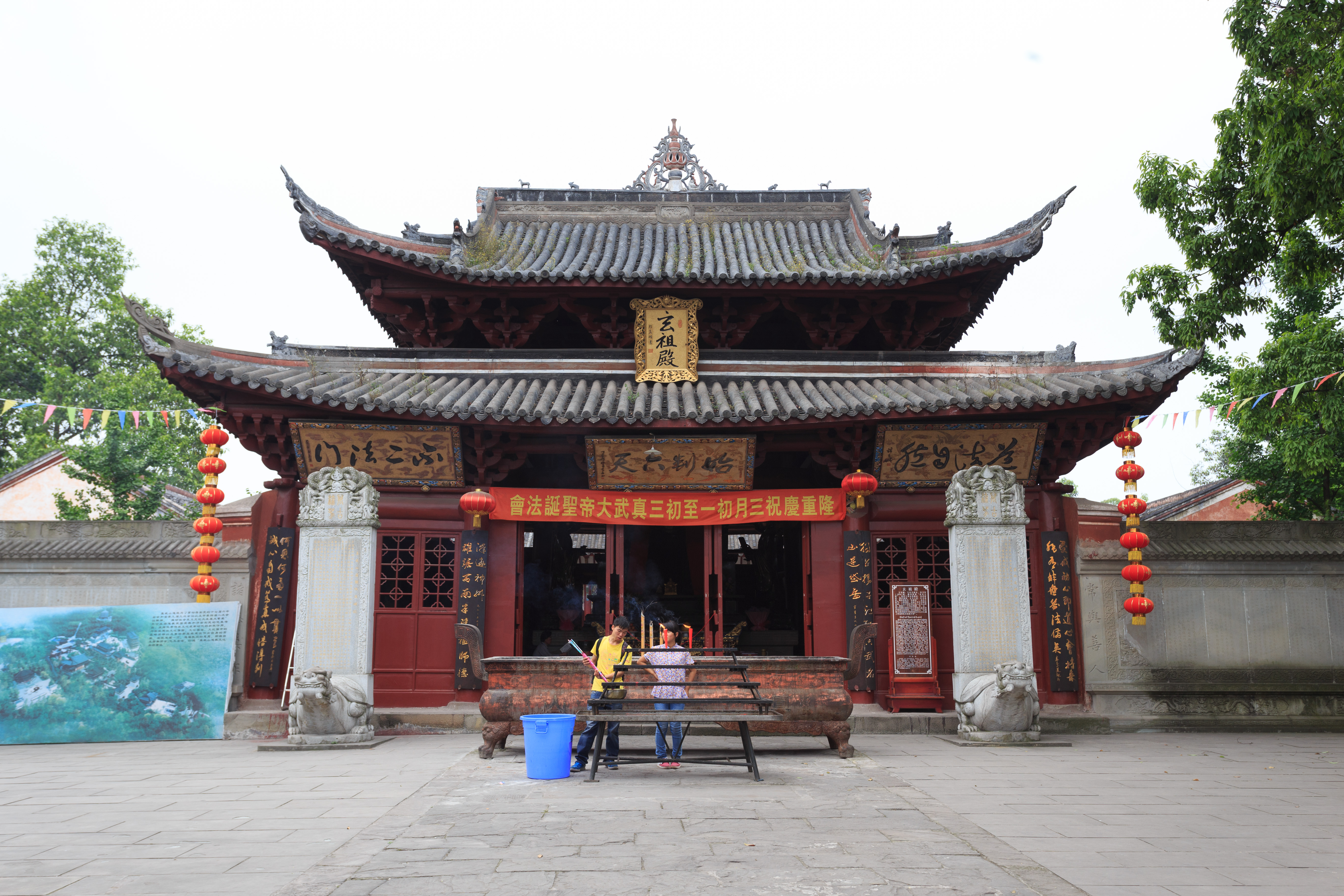
Tempel van de Zwarte Keizer (玄祖殿 Xuánzǔdiàn) in Yibin, Sichuan.

Heidi (Zwarte Keizer) is een godheid in de Chinese religie, een van de vijf manifestaties van Shangdi. Hij wordt geassocieerd met water en winter.

## Festivals
- De dag waarop Heidi in heel China wordt gevierd, is zijn verjaardag op 21 april.
- Op het eiland Taipa in Macau wordt een festival gehouden. De viering in de Pak Tai-tempel omvat een uitvoering in operastijl
- Jaarlijks broodjesfestival op het eiland Cheung Chau, Hongkong, gehouden voor de Pak Tai-tempel.